# Procesión del Cristo del Consuelo

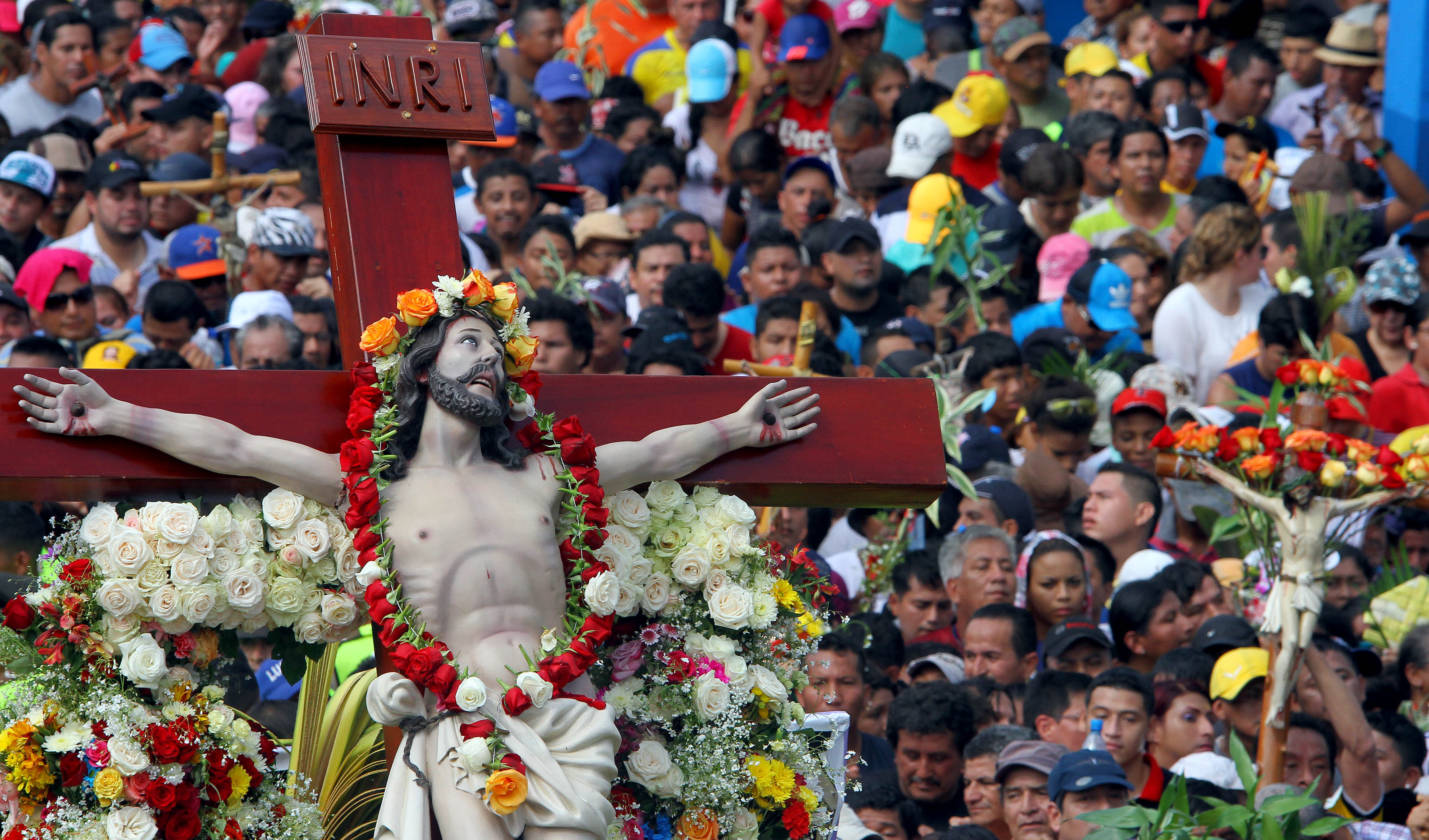
Procesión del Cristo del Consuelo en el sur de Guayaquil.

La procesión del Cristo del Consuelo es un acto religioso que se realiza anualmente por fieles de la iglesia católica en la ciudad de Guayaquil. Es considerada una de las más importantes procesiones religiosas en todo el país y de América. Se lleva a cabo en cada Viernes Santo para conmemorar el Vía Crucis de Jesucristo. Está organizada por la Congregación de los Misioneros Hijos del Inmaculado Corazón de María -conocidos como claretianos- en conjunto con la Arquidiócesis de Guayaquil.
La procesión inicia su recorrido en la iglesia del Cristo del Consuelo y termina en la iglesia Espíritu Santo, ambas al suroeste de la ciudad. Anualmente congrega a alrededor de 700 mil feligreses.

## Historia

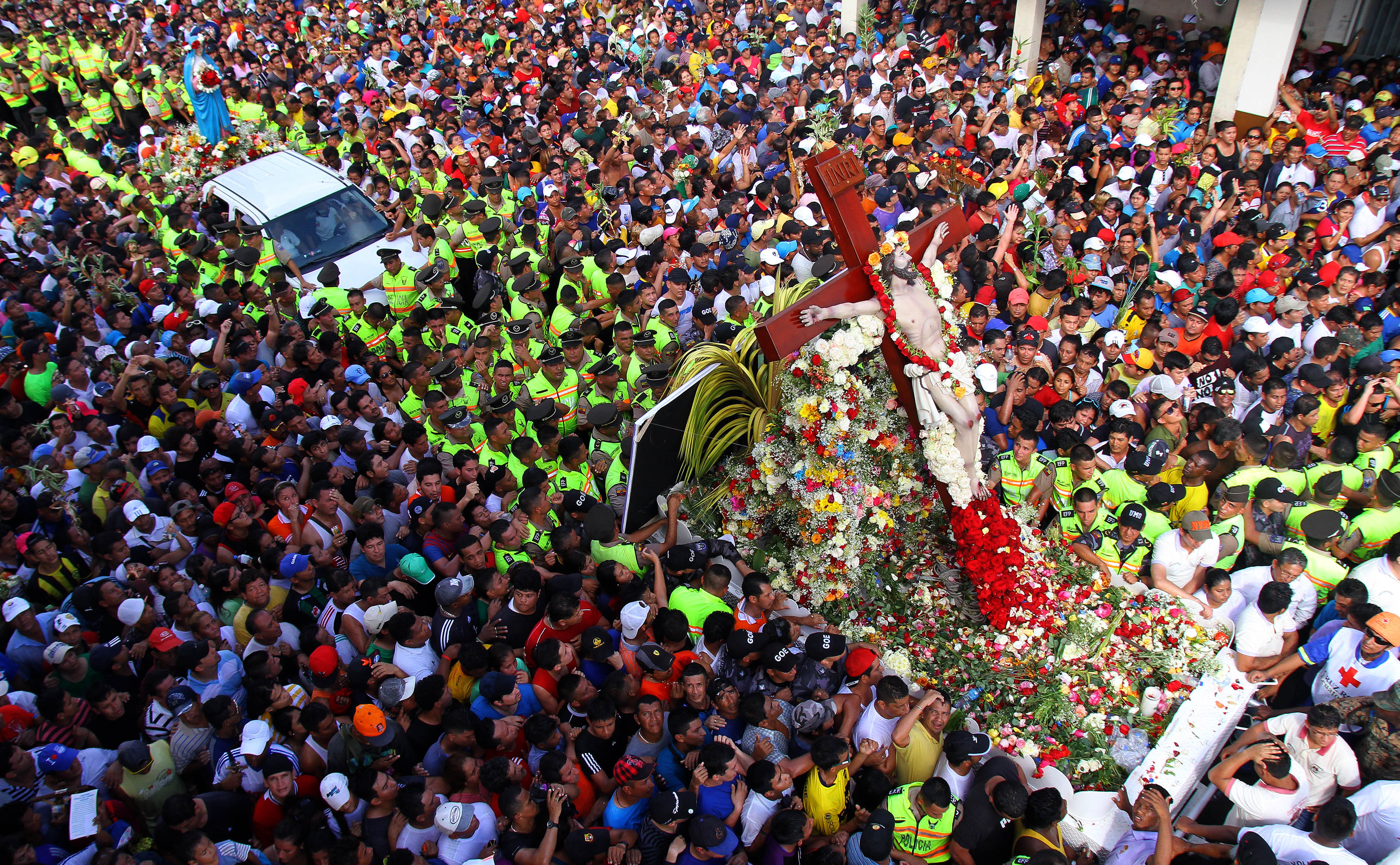
Imagen del Cristo del Consuelo en la procesión.

A mediados del siglo XX, en uno de los sectores populares del suroeste de Guayaquil, se empezó a construir una iglesia, la cual iba a estar destinada a consagrarse a Jesús bajo la advocación cristífera del «Señor de la Misericordia». Uno de los vecinos del lugar, Luis Alvarado, partió en marzo de 1959 a una gira por Europa a visitar varios templos religiosos. Mientras Alvarado estaba en Madrid, en un santuario del Inmaculado Corazón de María, había una imagen del «Cristo del Consuelo» que llamó de inmediato su atención, tanto que consiguió estampas de la imagen para traerlas a Guayaquil, sin embargo, tiempo después, durante su visita a Portugal fue asesinado en el hotel en el que se hospedaba.
En aquel entonces no eran comunes las repatriaciones, por lo que Alvarado fue enterrado inicialmente en Portugal. No obstante, las varias peticiones de la familia de Alvarado en suma a las del padre Ángel María Canals, párroco de la iglesia en ese entonces, hicieron posible la repatriación del cadáver. Entre las pertenencias se encontraron las estampas del fallecido, que fueron entregadas al padre Canals, quién eligió que la parroquia sea consagrada a la advocación del Santísimo Cristo del Consuelo.
Se encargó la fabricación de una réplica de la imagen al maestro cuencano César Augusto Quizhpi Guallpa por un valor de 5.000 sucres, sin embargo, este subcontrató a Julio Jimbo por 4.000 sucres para realizar los acabados de la obra.
La imagen del Cristo del Consuelo arribó a la ciudad de Guayaquil el 15 de abril de 1960, una semana antes de la primera procesión en su honor.
En el 2020, durante la pandemia de enfermedad por coronavirus en el país, la procesión se realizó de forma distinta, al utilizar una imagen réplica del Cristo del Consuelo en un sobrevuelo a la ciudad en helicóptero, puesto que la actividad estaba suspendida.

## Vía Crucis del Viernes Santo

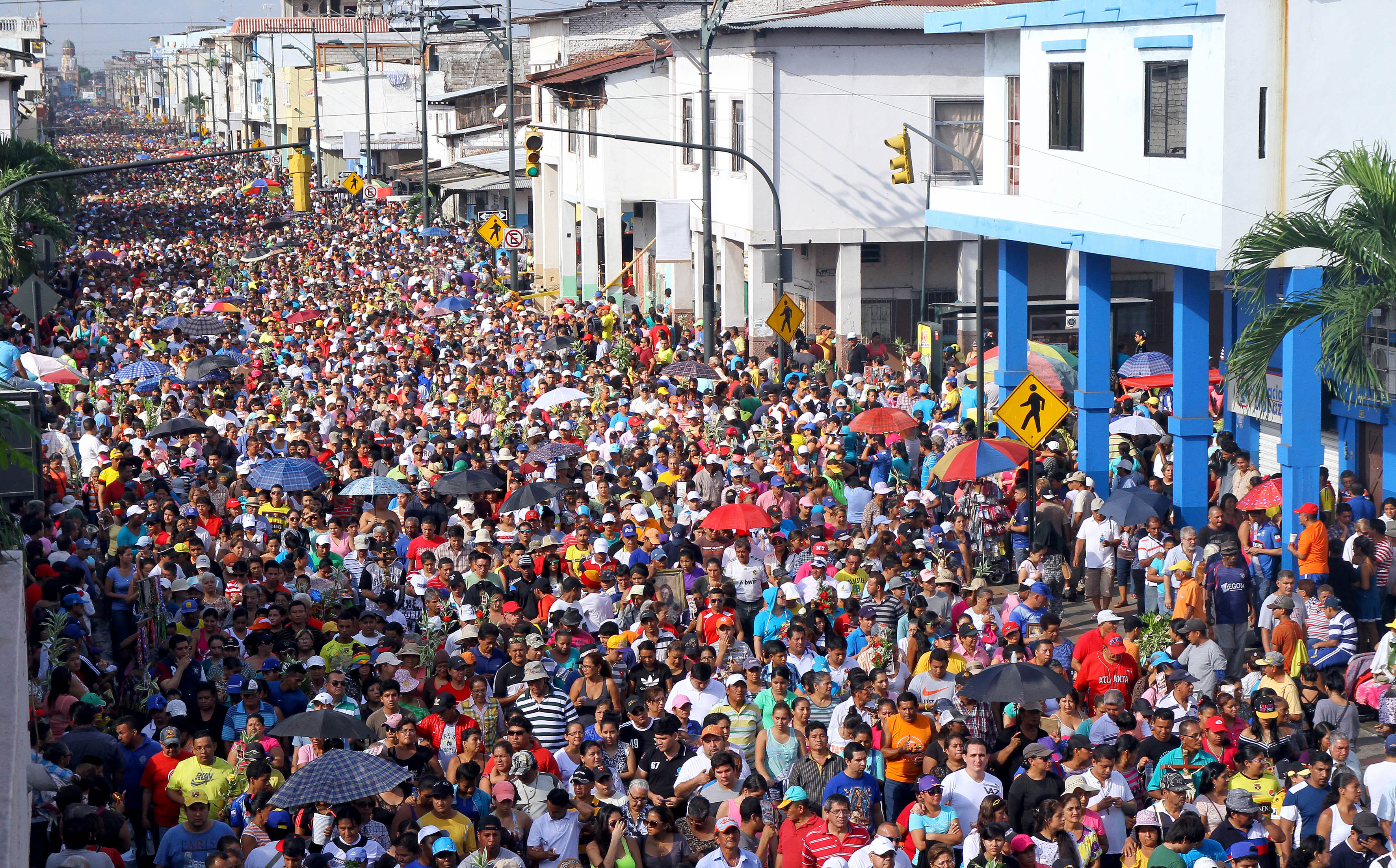
Multitud congregada en la procesión a su paso por la calle Lizardo García.

El recorrido de la imagen en la procesión inicia en la iglesia del Cristo del Consuelo ubicada en la intersección de las calles «Lizardo García» y la «A», al suroeste de Guayaquil. Días previos, así como la madrugada anterior a la procesión, trabajadores de la Municipalidad de Guayaquil realizan trabajos para adecuar el secor por la gran aglomeración de fieles católicos. Tradicionalmente la procesión comienza a las 07:00 del Viernes Santo, sin embargo, centenares de personas inician la marcha mucho antes de que salga la imagen. Los fieles acompañan a la imagen del Cristo del Consuelo -así como también a la imagen de la Virgen María- por la calle «Lizardo García» rumbo norte hasta su intersección con la calle «Azuay».
Durante el recorrido, la imagen de la advocación cristífera es fuertemente resguardada por oficiales de la Policía Nacional del Ecuador, quienes impiden que los devotos se aproximen a la imagen y pongan en riesgo su integridad. En cada intersección de la calle Lizardo García con otras calles transversales, la imagen -que lentamente avanza- se detiene por pocos minutos, lo cual es aprovechado por las autoridades religiosas que lideran la procesión para rezar. Así, cada una de las intersecciones en el recorrido representan las quince estaciones del viacrucis.
Debido a la gran aglomeración de personas, sumado a las altas temperaturas propias de la estación lluviosa (denominada localmente como invierno) caracterizada por intensas soleadas, los moradores de las viviendas y edificios situados a los costados del recorrido tienden a dar botellas de agua a los feligreses, así como arrojar agua hacia ellos con el objetivo de ayudar a aplacar la sofocación y el calor. Miembros del Benemérito Cuerpo de Bomberos de Guayaquil también proporcionan ésta ayuda desde varios autobombas ubicadas estratégicamente, con las cuales rocían cortinas de agua dosificadas a los feligreses.
Llegado el recorrido a la calle «Azuay», la procesión gira sentido este-oeste por esa vía hasta la calle «Leonidas Plaza», en cuya intersección se encuentra la iglesia Espíritu Santo, punto de llegada de la imagen. El tiempo estimado del recorrido es de tres o cuatro horas.
Concluido el recorrido, la imagen del Cristo del Consuelo es colocada a las afueras de la iglesia Espíritu Santo. La procesión concluye con una misa al aire libre impartida por las autoridades religiosas a los feligreses reunidos en la plaza ubicada a las afueras de la iglesia.

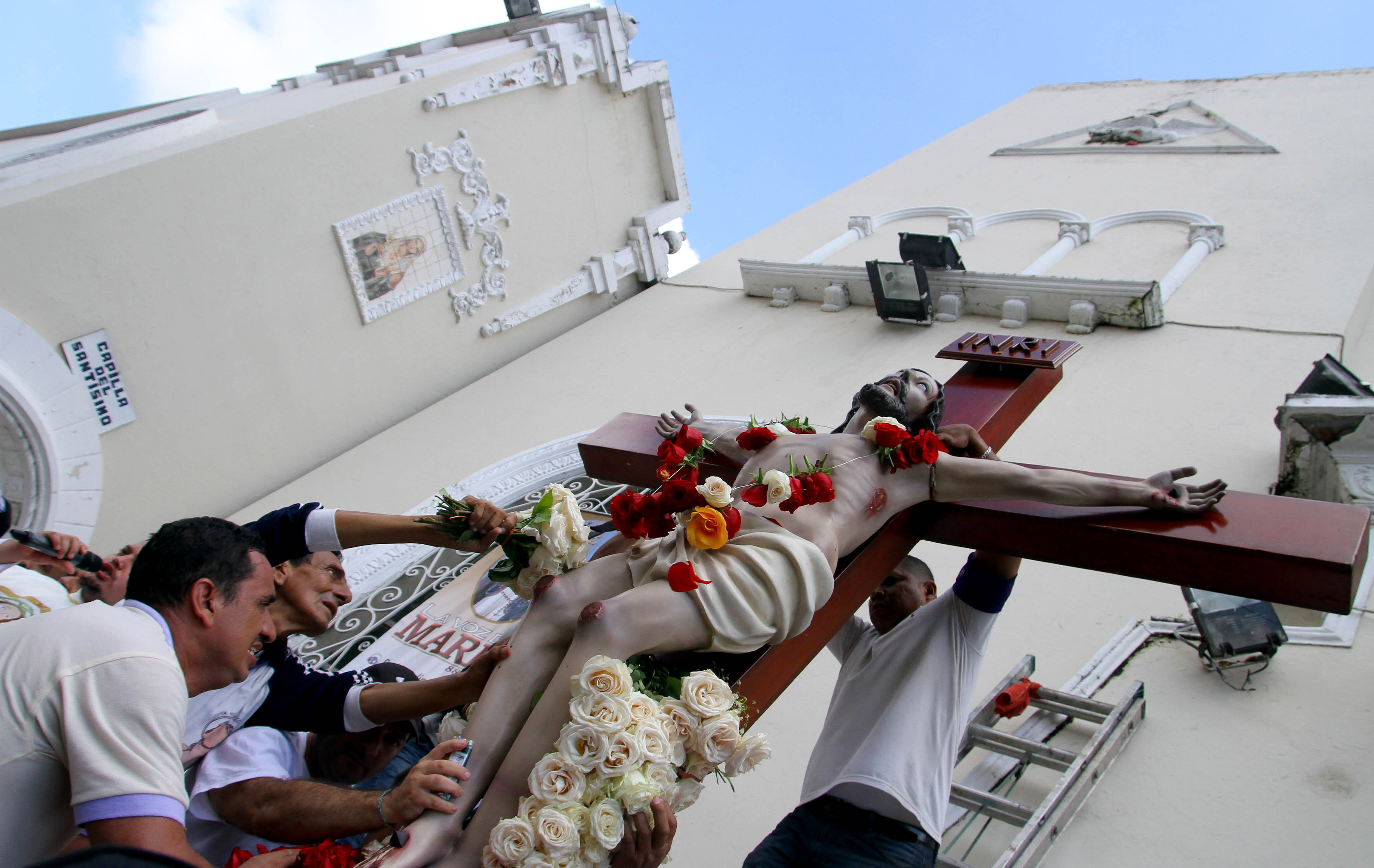
Imagen del Cristo del Consuelo expuesta en las afueras de la iglesia Espíritu Santo.

## Traslado a la capilla de la Virgen del Soto
La imagen del Cristo del Consuelo permanece en la iglesia Espíritu Santo hasta la noche del Viernes Santo, tras lo cual vuelve a cambiar de sede. A las 19:00 del viernes, se da el sermón de las Siete Palabras. Las extremidades superiores de la imagen de Jesús están unidas al cuerpo por medio de bisagras, lo cual permite que sus brazos bajen. Posterior al sermón, la imagen es sacada de la cruz en la cual fue transportada, y -con los brazos bajados- es introducido en un ataúd de cristal adornado.
El féretro de cristal es colocado en una carroza descubierta y transportado a través de la calle «Leonidas Plaza» acompañado de una pequeña procesión, de considerable menor cantidad de personas que en la procesión de la mañana. El destino de esta procesión nocturna está en la capilla de la Virgen del Soto ubicada en la intersección de la calle «C» y el callejón «Nicolás Segovia».
A la llegada del féretro con la imagen del Cristo del Consuelo, este es conducido al interior de la capilla, y mostrado en el centro de la misma, para que pueda ser admirado por los cientos de fieles reunidos allí, quienes -de forma ordenada- pueden acercarse y tocar el ataúd de cristal. La imagen pernocta anualmente en esta capilla hasta el día siguiente.

## Regreso a la iglesia del Cristo del Consuelo
En la mañana del Sábado Santo, alrededor de las 09:00, la imagen del Cristo del Consuelo colocada en la urna de cristal -con la que llegó el día anterior- es trasladada desde la capilla de la Virgen del Soto nuevamente a su lugar de origen, en la iglesia del Cristo del Consuelo. La imagen es acompañada nuevamente con una pequeña procesión por la calle «A», hasta la intersección con la calle «Lizardo García».
A la llegada de la imagen a la iglesia sede, es colocada en su sitio habitual y se convoca a la misa nocturna que da inicio a la vigila pascual (preparación para la resurrección) donde se daría la liturgia «del fuego, de la palabra, del agua y de la eucaristía». Finalmente, al día siguiente, en Domingo de Pascua se conmemora la resurrección de Jesús con seis eucaristías en el día.